# Distretto di Lalapaşa
Il distretto di Lalapaşa (in turco Lalapaşa ilçesi) è uno dei distretti della provincia di Edirne, in Turchia.

## Amministrazioni
Oltre al centro di Lalapaşa appartengono al distretto 27 villaggi.

### Comuni
- Lalapaşa (centro)

### Villaggi
| - Büyüköğünlü - Çalıdere - Çatma - Çömlekakpınar - Çömlekköy - Demirköy - Doğanköy - Dombay - Hacıdanişment | - Hacılar - Hamzabeyli - Hanlıyenice - Hüseyinpınar - Kalkansöğüt - Kavaklı - Küçüköğünlü - Ortakçı - Ömeroba | - Saksağan - Sarıdanişment - Sinanköy - Süleymandanişment - Taşlımüsellim - Tuğlalık - Uzunbayır - Vaysal - Yünlüce |